# Pfaffia completa
Pfaffia completa är en amarantväxtart som först beskrevs av Edwin Burton Uline och W. L. Bray, och fick sitt nu gällande namn av Borsch. Pfaffia completa ingår i släktet Pfaffia och familjen amarantväxter. Inga underarter finns listade i Catalogue of Life.